# Страуюма, Лаймдота
Ла́ймдота Стра́уюма (латыш. Laimdota Straujuma; урождённая Lustika (Лу́стика), род. 24 февраля 1951, Межвидская волость, Латвийская ССР) — латвийский государственный и политический деятель. Советский и латвийский экономист, доктор наук. Премьер-министр Латвии с 22 января 2014 по 11 февраля 2016 года. Член партии Единство.

## Биография
Родилась 24 февраля 1951 года в семье учителей Виктора Лустика и Станиславы Лустики, урождённая Стабровская. В 1968 окончила Тилжасскую среднюю школу. В 1968—1973 году училась в Латвийском университете на факультете физико-математических наук, специальность — математик. В 1987 году окончила аспирантуру института экономики Латвийской академии наук по специальности экономика сельского хозяйства. В 1992 году защитила докторскую диссертацию на тему «Оценка использования ресурсов латвийских предприятий».
- С сентября 1993 по июль 1997 года — замдиректора «Латвийского сельскохозяйственного консалтингового и образовательного центра поддержки». С июля 1997 по январь 1998 года работала директором этого центра.
- Ноябрь 1999 — октябрь 2000 года — заместитель госсекретаря в министерстве сельского хозяйства Латвии. С октября 2000 по декабрь 2006 года — госсекретарь.
- Июль 2002 — июль 2007 года — член совета Ипотечного и земельного банка Латвии.
- Январь 2007 — декабрь 2010 — госсекретарь в министерстве земледелия Латвии.
- Январь 2010 — октябрь 2011 — заместитель госсекретаря в министерстве охраны окружающей среды и регионального развития.
- 25 октября 2011 года назначена министром земледелия в правительстве Валдиса Домбровскиса.
- 6 января 2014 года президент Латвии Андрис Берзиньш одобрил кандидатуру Лаймдоты Страуюмы на пост премьер-министра страны и призвал её сформировать новое правительство.
- 22 января 2014 года Сейм Латвии утвердил правительство под руководством Лаймдоты Страуюмы[1].

После парламентских выборов 2014 года президент Латвии Андрис Берзиньш предложил Лаймдоте Страуюме вновь возглавить правительство. Её кандидатура была поддержана Сеймом 5 ноября 2014 года.
30 ноября 2015 года был принят госбюджет на 2016 год, который вызвал в парламенте резкую критику (в частности, решением увеличить с начала года на 600—700 евро (порядка 20-30 %) зарплаты должностных лиц государственных и муниципальных органов, в том числе, премьера и министров). Согласно последним соцопросам, Страуюму хотели бы видеть на посту премьера лишь 3 % населения.
7 декабря 2015 года после встречи с президентом Раймондом Вейонисом сообщила журналистам о своём намерении уйти в отставку. В этот же день Правительство ушло в отставку, продолжая исполнять обязанности до утверждения Сеймом нового правительства.
С 2010 по 2011 год член Латвийского совета по науке.
С 18 февраля 2016 года по 6 ноября 2018 года — депутат Сейма от партии «Единство». Член фракции «Единство». Председатель комиссии Сейма по устойчивому развитию, член комиссий по бюджету и финансам, образованию, культуре и науке. Член депутатской группы по сотрудничеству с парламентом Ирландии.
Кроме латышского языка, владеет русским и английскими языками.

## Награды и звания
- В 1997 году избрана почётным членом Британского института сельского хозяйства[7].
- В 2006 году награждена медалью министерства сельского хозяйства «За Посвящение»[7].
- В 2008 году награждена Крестом Признания II степени[7][8].
- В 2021 году награждена Почётной грамотой Президента Латвии[9].

## Личная жизнь
Имеет двух сыновей и несколько внуков.